# Херберт Ален Џајлс
Херберт Ален Џајлс (енгл. Herbert Allen Giles; Оксфорд, 8. децембар 1845 — , 13. фебруар 1935) био је британски дипломата и синологист. Познат је по томе што је променио латинизацију мандаринског кинеског језика успостављен од стране Томас Франсис Вејда, чиме је створен Вејд-Џајлс кинески систем транслитерације.

## Биографија
Џајлс је био дипломата у Кини (1867–1892), и то британски подконзул у Острво Пагодау (1880-83) и Шангају (1883-85) и конзул у Тамсуи (1885-91) и у Нингпо (1891-93). Касније је постао други професор кинеског у Кембриџ универзитету, следећи Вејда. Године 1902. постао је први предавач у Колумбија универзитету на Ланг фондацији.
Отац је синологисте Лајнл Џајлс. Провео кратко време у Тврђави Санто Доминго (1885-88) у Тамсуиу, Тајвану, где је сада музеј.